# 切爾尼戈夫卡區

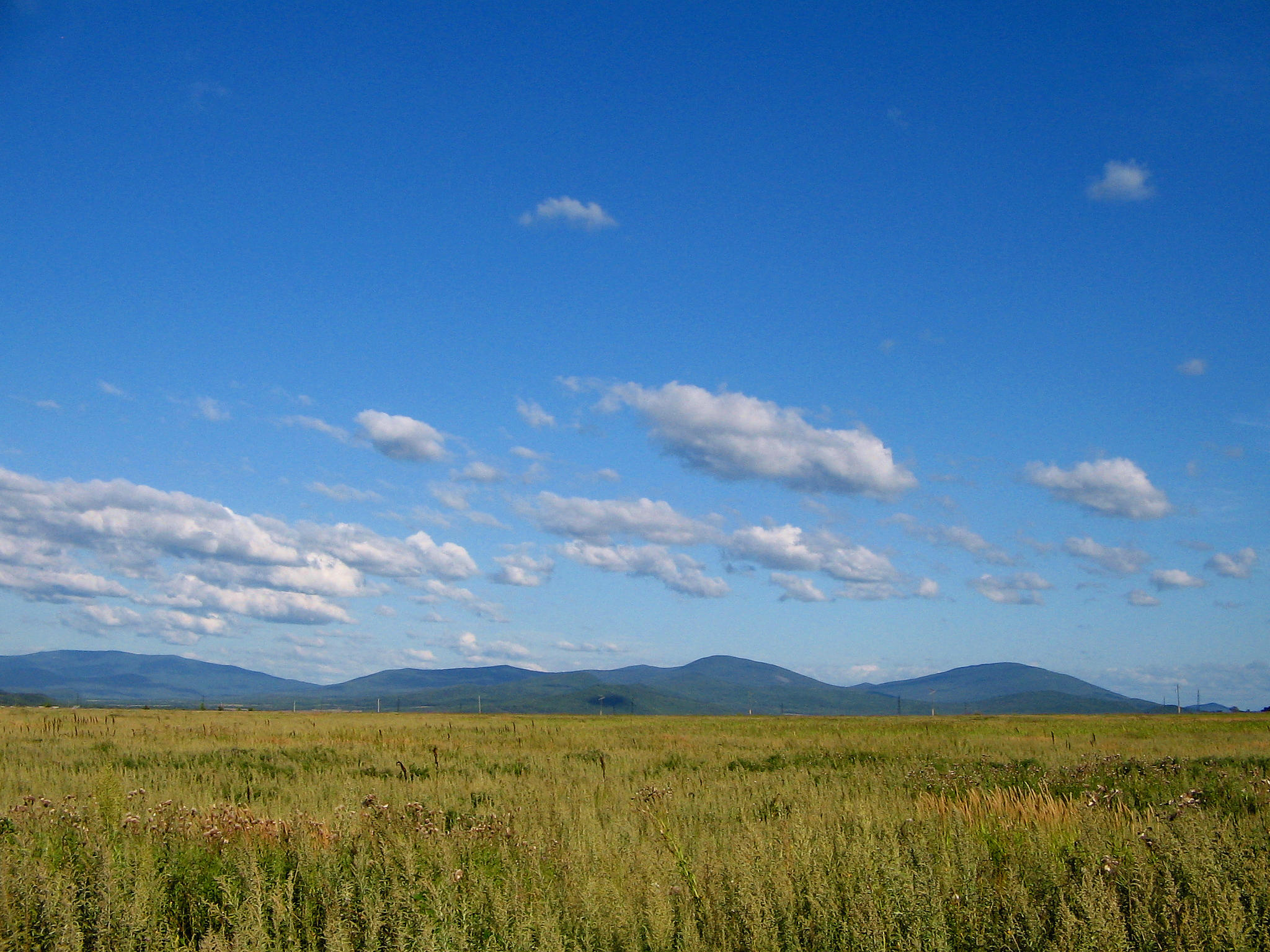

44°12′N 132°27′E / 44.200°N 132.450°E
切爾尼戈夫卡區（俄语：Черниговский район），是俄羅斯的一個區，位於該國東南部，由濱海邊疆區負責管轄，面積1,840.4平方公里，2010年人口36,230，人口密度每平方公里19.69人。